# Sidney Milverton Hepworth
Sidney Milverton Hepworth, britanski general, * 1886, † 1960.